# Habodemokraterna
Habodemokraterna (HaDem) är ett lokalt politiskt parti i Habo kommun.  

## Historik
Partiledare är den före detta sverigedemokratiske politikern Morgan Malmborg, som tvingades lämna sitt tidigare parti 2016 och därefter satt kvar som politisk vilde i fullmäktige i Habo kommun respektive Region Jönköpings län. Partiet bildades 2016 av Malmborg och Lennart Karlsson, som också hade lämnat SD samma år. Samtidigt bildade Malmborg ett politiskt parti i valet till landstingsfullmäktige 2018, kallat Sjukvårdspartiet. 
I kommunalvalet 2018 fick partiet 211 röster och ett mandat i kommunfullmäktige. I valet 2022 fick partiet 331 röster och behöll sitt mandat.

## Valresultat
| År   | Röster | %    | Mandat  |
| ---- | ------ | ---- | ------- |
| 2018 | 211    | 2,76 | 1 av 35 |
| 2022 | 331    | 4,26 | 1 av 35 |